# 覺林寺報恩塔
覺林寺報恩塔位於重慶市南岸區上新街蓮花山下下浩覺林寺街95號南岸區文物管理所內，文物遺址年代為清，1987年1月23日列為重慶市第二批市級文物保護單位初定名單。1992年3月19日列為重慶市第二批市級文物保護單位。2000年9月7日列為第一批重慶市文物保護單位。

## 历史
位于重庆市南岸区莲花山下。据《巴县志》记载，觉林寺创建于南宋绍兴年间（1131-1162），距今已800余年，寺明末毁于兵乱，清康熙二年（1663）僧雪痕重建。乾隆二十二年（1757）僧月江增建山门、莲池、亭子、桥梁、石塔等。其石塔系月江和尚为报母恩所建，塔未成而月江圆寂，由其弟子善明继师志续修，历经16年完成。塔之围恒门乃小牌坊，上书“报恩塔”三字，两旁柱刻“因传心法分三教，为建浮屠报四恩”对联，后面额携“佛光普照”四字照。

## 外观
报恩塔是八方楼阁式九级空心砖塔，建筑面积690平方米，塔基周长46米，塔身从下到上，逐层收拢缩小，层周有外突觚棱翘角，设计精巧，造型优美，结构坚固，雄伟壮观。塔内构筑盘旋而上的石阶可由底层直登塔顶，下六层每层正面有一门，上三层则是四面有门，每层均有石廊翘檐环卫。
报恩塔尖端是金属铸成的葫芦宝顶，入塔门处额镌“人天进步”四字，两旁有李星曜石刻题联联：“才立脚跟地步，已参顶上工夫。”每层塔门门额分别镌有“扶摇霄汉”、“轮相悬华”、“涂林崇胜”、“飘朔尚在”等碑碣，皆乾隆至光绪年间所作。

## 图集

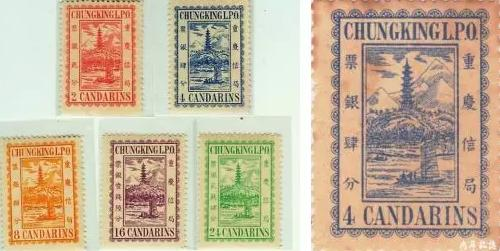
重庆书信馆报恩塔邮票，发行于1894年11月，面值：2分-24分
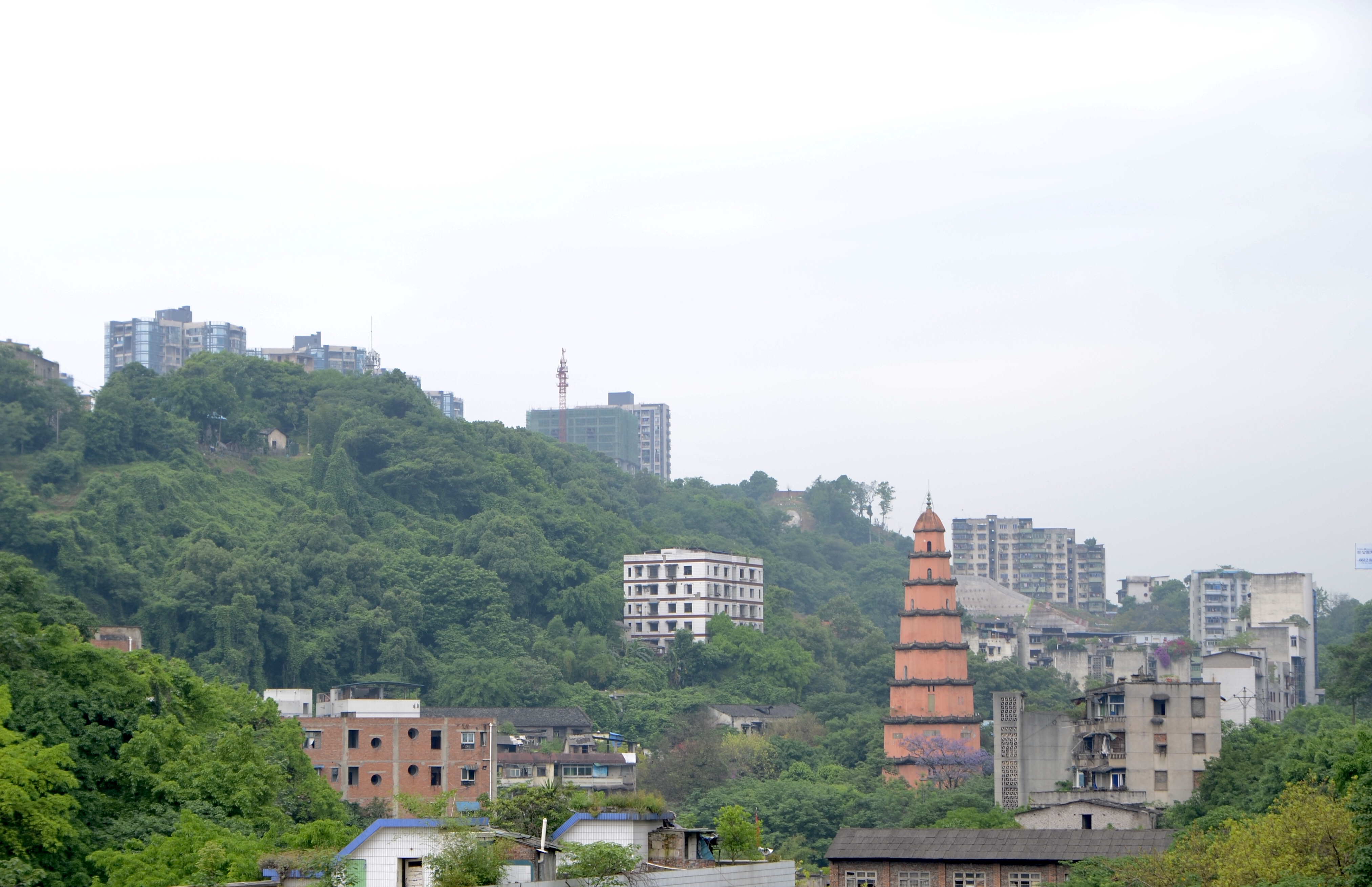
远眺报恩塔与南岸清水溪谷地